# Peter Therkildsen
Peter Therkildsen, né le 13 juin 1998 à Solrød Strand (en) au Danemark, est un footballeur danois qui évolue au poste d'arrière droit au Widzew Łódź.

## Biographie

### En club
Né à Solrød Strand (en) au Danemark, Peter Therkildsen est formé au HB Køge. En décembre 2017 il est mis à l'essai par le Næstved BK, club évoluant alors en troisième division danoise. Il s'engage officiellement avec le club en février 2018.
Therkildsen rejoint l'AC Horsens lors de l'été 2019. Libre de tout contrat, le transfert est annoncé dès le 24 janvier 2019 et il signe un contrat courant jusqu'en juin 2023.
Il joue son premier match sous ses nouvelles couleurs le 14 juillet 2019, lors de la première journée de la saison 2019-2020 de Superligaen face au FC Nordsjælland. Il est titularisé et son équipe s'incline par trois buts à zéro.

### FK Haugesund
Le 29 septembre 2020, Peter Therkildsen rejoint la Norvège afin de s'engager en faveur du FK Haugesund sous la forme d'un prêt jusqu'à la fin de l'année.
Il joue son premier match pour le FK Haugesund le 31 octobre 2020 face au Aalesunds FK, en championnat. Il est titularisé et son équipe s'incline par un but à zéro. Therkildsen marque son premier but pour le club le 29 novembre 2020 contre le Molde FK, en championnat. Il ne peut toutefois pas empêcher la défaite de son équipe ce jour-là (3-1 score final).
Le 4 janvier 2021, Therkildsen s'engage définitivement avec le FK Haugesund. Il signe un contrat courant jusqu'en juillet 2024.

### Djurgårdens IF
Après avoir joué plus de cent matchs avec le FK Haugesund, Peter Therkildsen quitte le club pour signer en faveur du Djurgårdens IF le 21 février 2024. Le contrat est valable jusqu'en juin 2027,.